# Louis Claude Richard

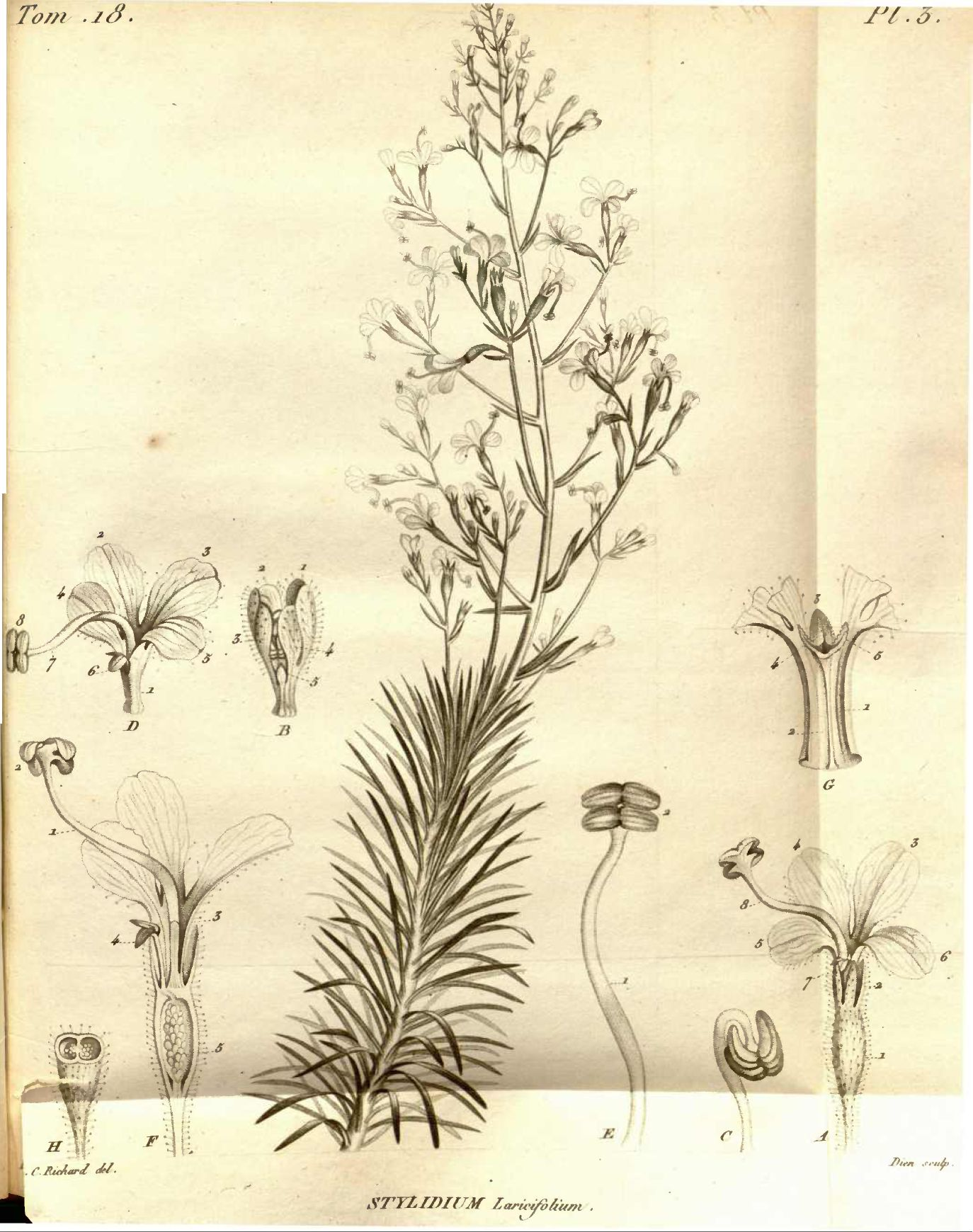
Placa dels Annales du Muséum National d'Histoire Naturelle, 1811
Stylidium laricifolium

Louis Claude Marie Richard (Versalles, 19 de setembre de 1754 – 6 de juny de 1821) va ser un botànic i il·lustrador francès. Entre 1781 i 1789 recollí espècimens botànics a Amèrica Central i les Antilles. Quan va tornar va ser professor a l'École de médecine a París. Les seves obres inclouen Demonstrations botaniques (1808), De Orchideis europaeis (1817), Commentatio botanica de Conifereis et Cycadeis (1826) i De Musaceis commentatio botanica (1831). Va donar la terminologia especial per a la descripció de les orquídies com la de Pollinium i Gynostemium. El seu fill també va ser botànic, Achille Richard.
El gènere Richardia Kunth, (Araceae) rep el seu nom, actualment és un sinònim del gènere Zantedeschia.
Aquest botànic té la forma abreujada Rich. quan se cita un nom botànic. Altres botànics anomenats Richard són:
- Achille Richard (1794–1852), el seu fill (A.Rich.)
- Jean Michel Claude Richard (1787–1868) (J.M.C.Rich.)
- Olivier Jules Richard (1836–1896) (O.J.Rich.)
- Claude Richard fl.(C.Rich)
- Joseph Herve Pierre Richard (J.H.P.Rich.)